# 民谣搜集者
《民谣搜集者》（英語：Songcatcher）是一部美国电影，上映于2000年，由珍妮特·麦克蒂尔主演。